# Walpole (municipalitat rural)
Walpole és una municipalitat rural (RM) a la província canadenca de Saskatchewan dins Divisió del Cens número 1 i Divisió del Saskatchewan Association of Rural Municipalities número 1. Inicialment anomenat Pipestone fou incorporat com a municipalitat rural el 12 de desembre de 1910. El seu nom fou canviat a Walpole el 15 de febrer de 1911. El municipi inclou les àrees no incorporades de Mair, Kelso, Parkman, Riga i Walpole.
Al cens del 2011 Walpole registrà una població de 338, una variació de la seva població respecte el 2006 del -2,9%. Amb una àrea de terra de 844,66 km²(326,13 mi), tenia una densitat de població de 0,4/km² (1,0/sq) el 2011.
Al cens del 2016 elaborat per Statistics Canada, Walpole va registrar una població de 326 vivint en 126 dels seus 149 habitatges privats totals, una variació de la seva 2011 població del -3,6% respecte el 2011. Amb una àrea de terra de 844,66 km²(326.13 mi), tenia una densitat de població de 0,4/km² (1,0/sq) el 2016.
El transport ferroviari és abastit per la Reston Section de la Canadian Pacific Railway donant servei a Reston, Ewart, Ebor, Maryfield, Fairlight, Walpole, Wawota, Dumas.
Walpole és governat per un consell municipal elegit i un administrador fixat que coneix en el segon dimecres de cada mes El batlle de Walpole és Hugh Smyth i la seva administradora és Deborah C. Saville. L'oficina del RM és a Wawota.